# Měcholupy u Blovic
Měcholupy (deutsch Miecholup) ist eine Gemeinde mit 192 Einwohnern in Tschechien. Sie liegt fünf Kilometer nordwestlich der Stadt Nepomuk und gehört zum Okres Plzeň-jih. Die Katasterfläche beträgt 1291 ha.

## Geographie
Das Dorf befindet sich in 505 m ü. M. im Quellgebiet eines linken Zuflusses der Úslava. Durch den Ort führt die Europastraße 49/Staatsstraße 20 von Pilsen nach Nepomuk. Nordöstlich von Měcholupy erhebt sich der Buková hora (650 m).
Nachbarorte sind Dubeč und Klášter im Südosten, Prádlo und Novotníky im Süden, Chvostule und Kokořov im Südwesten, Jarov im Westen sowie Čabuzí und Zhůř im Nordwesten.
Měcholupy ist wegen des Panoramas über das Úslavatal zum Schloss Zelená Hora ein beliebter Standort für fotografische Aufnahmen.

## Geschichte
Die erste urkundliche Erwähnung von Měcholupy erfolgte im Jahre 1558. Der Ort ist jedoch wesentlich älter. Das Dorf gehörte wahrscheinlich zu den Besitztümern des Klosters Pomuk und kam nach dessen Zerstörung 1420 zusammen mit den meisten Dörfern der Umgebung zur Herrschaft Grünberg.
Nach der Ablösung der Patrimonialherrschaften wurde Měcholupy 1850 zur eigenständigen Gemeinde.

## Gemeindegliederung
Für Měcholupy sind keine Ortsteile ausgewiesen.

## Sehenswürdigkeiten
- Kapelle des Hl. Cyrill und Method mit Glockenturm auf dem Dorfplatz, 1905 erbaut
- Denkmal für einen US-amerikanischen Piloten, an der Absturzstelle von 1944, östlich des Dorfes beim Forsthaus Dubeč